# オリックス (企業)
オリックス株式会社（英: ORIX Corporation）は、大阪府大阪市西区西本町と東京都港区浜松町（登記上の本店は東京本社）に本社を置く日本の大手総合金融サービス企業。祖業であるリースをはじめ、不動産、銀行、クレジット、事業投資、環境エネルギー投資、プロ野球（オリックス・バファローズ）など多くの事業を手掛けており、グループを通して多角的金融サービス業を提供している。

ブランドスローガンは「ほかにはないアンサーを。」。後述の歴史的経緯から、三水会とその後身社長会である水曜会およびみどり会の会員企業であり三和グループに属している。
東証プライム市場およびニューヨーク証券取引所（NYSE）上場企業であり、日経平均株価およびTOPIX Large70、JPX日経インデックス400の構成銘柄の一つ。

## 歴史

### 略歴
1964年4月、日本でのリース産業の将来性に着目した日綿実業（当時）と三和銀行（現：三菱UFJ銀行）は日商、岩井産業（当時。のちに3社とも合併して現：双日）の2商社と、東洋信託銀行（現：三菱UFJ信託銀行）、日本勧業銀行（現：みずほ銀行）、神戸銀行（現：三井住友銀行）、日本興業銀行（現：みずほ銀行）の4銀行の参加を得て、合わせて3商社、5銀行によりオリエント・リース株式会社を設立した。前述の通り、三水会とその後身社長会である水曜会およびみどり会の会員企業であり三和グループに属しているのは設立に参加した当時の三和銀行、日綿実業、日商、岩井産業、東洋信託銀行がいずれも三和グループの三水会およびみどり会の会員企業であった経緯による。資本金1億円、社員13人、初代社長は福井慶三であった。
1969年10月に株式額面変更目的での合併を経て、1970年4月1日に大阪証券取引所第二部上場（証券コード：8591）、1971年4月10日に東京証券取引所第二部上場、1972年3月に名古屋証券取引所第二部上場。1973年2月1日には、東京・大阪・名古屋証券取引所第一部に指定替えされた。

### 年表
| 年度          | 出来事 |
| ------------- | --- |
| 1964年4月     | オリエント・リース株式会社として大阪市に設立。 |
| 1970年4月     | 大阪証券取引所第二部上場。（証券コード：8591） |
| 1971年4月     | 東京証券取引所第二部上場。 |
| 1971年9月     | 香港にOrient Leasing （Hong Kong） Ltd.（現：ORIX Asia Limited）設立。 |
| 1972年3月     | 名古屋証券取引所第二部上場。オリエント・リース・インテリアを設立。 |
| 1972年9月     | シンガポールにOrient Leasing Singapore Ltd.（現：ORIX Singapore Limited）設立。 |
| 1972年12月    | 本店を大阪から東京へ変更 |
| 1973年2月     | 東京・大阪・名古屋証券取引所第一部上場。 |
| 1973年6月     | オリエント・オート・リース（現：オリックス自動車）を設立。 |
| 1975年4月     | インドネシアにP.T.Orient Bina Usaha Leasing（現：PT.ORIX Indonesia Finance）設立。 |
| 1976年9月     | オリエント測器レンタル（現：オリックス・レンテック）を設立。 |
| 1977年11月    | ペルサス・シッピング（現：オリックス・マリタイム）を設立。 |
| 1979年6月     | ファミリー信販（現：オリックス・クレジット）を設立。 |
| 1981年8月     | 米国にOrient Leasing Containers,Inc.（現：ORIX Corporation USA）設立。 |
| 1986年以降    | 他企業の買収による事業の多角化（リース部門だけでなく信託銀行・保険・証券・消費者金融）が活発となる。 |
| 1986年7月     | オーストラリアにBudget Orient Leasing Limited（現：ORIX Australia Corporation Limited）設立。 |
| 1986年5月     | オリエント・エアクラフト（現：オリックス・エアクラフト）設立。 |
| 1988年10月    | 阪急電鉄から阪急ブレーブスを買収しプロ野球界に参入。 |
| 1989年4月1日  | CI導入により、商号をオリエント・リース株式会社からオリックス株式会社に変更した。1998年9月16日にはニューヨーク証券取引所に上場を果たす。ティッカーシンボルはIX、日本の金融業としては当時の三菱銀行に次ぐ2番目であった。 |
| 1991年3月     | アイルランドにORIX Aviation Systems Limited設立。 |
| 1991年4月     | オリックス・オマハ生命保険（現：オリックス生命保険）を設立。 |
| 1998年4月     | 山一信託銀行を買収し、現在のオリックス銀行とする。 |
| 1998年9月     | ニューヨーク証券取引所上場。オリックス環境を設立。 |
| 1999年3月     | オリックス・リアルエステート（株）（現：オリックス不動産（株））を設立。 |
| 1999年4月     | オリックス債権回収を設立。 |
| 2001年1月     | サウジアラビアにSaudi ORIX Leasing Company設立。 |
| 2004年10月    | 名古屋証券取引所第一部上場廃止。 |
| 2005年8月     | 中国に欧力士融資租貸有限公司（ORIX China Corporation）設立。 |
| 2005年12月    | 調布自動車学校を買収。 |
| 2007年4月     | オリックス業務支援設立。 |
| 2008年1月     | マレーシアにORIX Asset Management Malaysia Sdn.Bhd.設立。 |
| 2009年5月     | オリックス・ローン事務センター設立。 |
| 2009年5月29日 | オリックスグループ（CPI2008投資事業組合）傘下（持株比率39.2%）の不動産業者ジョイント・コーポレーションが会社更生法を申請した、とリリースされた。                                                                       |
| 2010年5月     | マネックス証券とオリックス証券合併。 |
| 2011年4月     | オリックス水族館設立。 |
| 2018年6月     | オリックス・リニューアブルエナジー・マネジメント株式会社を設立。 |
| 2022年11月    | DHCの株式を同社経営者の吉田嘉明から全て取得し、買収することを発表。 |
| 2022年11月    | 真相深入り!虎ノ門ニュースの放送打ち切りを決定する。 |

## 歴代所在地・支店
- 大阪本社
  - 1964年4月17日 - ：大阪市東区高麗橋4-2-8
  - - 2011年：大阪市北区梅田3-3-20 明治安田生命大阪梅田ビル
  - 2011年 - ：大阪市西区西本町1-4-1 オリックス本町ビル
- 登記上本店/東京本社
  - 〒105-5135 東京都港区浜松町2-4-1 世界貿易センタービル南館
- 支店
  - 札幌支店（札幌市中央区北2条西1-1-7 ORE札幌ビル）
  - 旭川支店（北海道旭川市5条通9-左1 ベストアメニティ旭川ビル）
  - 道東支店（北海道釧路市北大通12-1-4 明治安田生命釧路第二ビル）
  - 青森支店（青森市本町1-4-17 大樹生命青森ビル）
  - 秋田支店（秋田市中通2-4-19 商工中金・第一生命秋田ビル）
  - 盛岡支店（岩手県盛岡市中央通1-7-25 朝日生命盛岡中央通ビル）
  - 仙台支店（仙台市青葉区花京院1-1-20 花京院スクエア）
  - 山形支店（山形市城南町1-1-1 霞城セントラル）
  - 郡山支店（福島県郡山市清水台1-4-7 住友生命郡山清水台ビル）
  - 宇都宮支店（栃木県宇都宮市馬場通り4-1-1 うつのみや表参道スクエア）
  - 水戸支店（茨城県水戸市3-4-10 水戸FFセンター）
  - 前橋支店（群馬県前橋市本町1-4-4 損保ジャパン前橋ビル）
  - 甲府支店（山梨県甲府市丸の内1-17-10 東武穴水ビル）
  - 中央支店（東京都中央区日本橋3-8-2 新日本橋ビルディング）
  - 港支店（東京都港区浜松町2-4-1 世界貿易センタービル南館）
  - 新宿支店（東京都新宿区4-3-25 TOKYU REIT新宿ビル）
  - 多摩支店（東京都立川市曙町2-22-20 立川センタービル）
  - 横浜支店（横浜市西区みなとみらい3-6-1 みなとみらいセンタービル）
  - 厚木支店（神奈川県厚木市中町2-6-10 東武太朋ビル）
  - さいたま支店（さいたま市大宮区下町1-8-1 大宮下町1丁目ビル）
  - 千葉支店（千葉市美浜区中瀬1-3 幕張テクノガーデンCB棟）
  - 新潟支店（新潟市中央区万代3-1-1 メディアシップ）
  - 長野支店（長野市南千歳1-15-3 TSビル）
  - 松本支店（長野県松本市大手2-2-16 ながぎん松本センタービル）
  - 静岡支店（静岡市葵区紺屋町17-1 葵タワー）
  - 浜松支店（浜松市中央区板屋町111-2 浜松アクトタワー）
  - 沼津支店（静岡県沼津市大手町3-8-25 大同生命沼津ビル）
  - 北陸支店（石川県金沢市上堤町2-37 金沢三栄ビル）
  - 富山支店（富山市本町3-25 富山本町ビル）
  - 福井支店（福井市大手3-1-13 大手門ビル）
  - 名古屋支店・三重支店（名古屋市中区錦2-9-29 ORE名古屋伏見ビル）
  - 三河支店（愛知県岡崎市唐沢町11-5 第一生命・三井住友海上岡崎ビル）
  - 岐阜支店（岐阜市橋本町2-20 濃飛ビル）
  - 滋賀支店（滋賀県草津市西渋川1-1-14 行岡第一ビル）
  - 阪和支店（堺市堺区熊野町西3-2-7 ダイワビル）
  - 京都支店（京都市下京区四条通烏丸東入長刀鉾町20 四条烏丸FTスクエア）
  - 阪奈支店（大阪府東大阪市長堂3-4-24 太陽生命東大阪ビル）
  - 神戸支店（神戸市中央区浪花町59 神戸朝日ビルディング）
  - 姫路支店（兵庫県姫路市西駅前町73 姫路ターミナルスクエア）
  - 山陰支店（島根県松江市殿町111 松江センチュリービル）
  - 岡山支店（岡山市北区下石井2-1-18 ORIX岡山下石井ビル）
  - 福山支店（広島県福山市紅葉町1-1 福山ちゅうぎんビル）
  - 広島支店（広島市中区八丁堀16-11 スタートラム広島）
  - 高松支店（香川県高松市紺屋町9-6 高松大同生命ビル）
  - 松山支店（愛媛県松山市一番町3-3-3 菅井ニッセイビル）
  - 北九州支店（北九州市小倉北区浅野2-14-12 小倉興産16号館）
  - 福岡支店（福岡市博多区博多駅中央街7-21 紙与博多中央ビル）
  - 長崎支店（長崎市元船町9-18 長崎BizPORT）
  - 熊本支店（熊本市中央区辛島町6-7 いちご熊本ビル）
  - 大分支店（大分市中央町1-4-2 オフィスニューガイアTIC大分）
  - 宮崎支店（宮崎市高千穂通2-5-36 宮崎25ビル）
  - 鹿児島支店（鹿児島市金生町1-1 ラウンドクロス鹿児島）
  - 沖縄支店（沖縄県那覇市久米2-2-20 大同火災久米ビル）

## 歴代経営陣

### 社長
井上 亮　2011年-2025年1月
髙橋英丈　2025年1月-

## グループ会社
- オリックス・アセットマネジメント株式会社（東京都港区）
- オリックス・インテリア株式会社（大阪市西区） - 内装工事、不動産賃貸業。
- オリックス環境株式会社（東京都港区）
- オリックス・キャピタル株式会社（東京都港区）
- オリックス業務支援株式会社（東京都立川市） - 特例子会社。
- オリックス銀行株式会社（東京都港区） - 旧称：オリックス信託銀行。
- オリックス・クレジット株式会社（東京都港区）
- オリックス債権回収株式会社（東京都港区）
- オリックス資源循環株式会社（東京都港区）
- オリックス・システム株式会社（東京都中央区）
- オリックス自動車株式会社（東京都港区）
- オリックス水族館株式会社（東京都港区）
- オリックス生命保険株式会社（東京都千代田区）
- オリックス徳島株式会社（徳島市） - 旧称：徳銀オリックス。旧徳島銀行（現：トモニHD）及び子会社との合弁で設立。
- オリックス・フードサプライ株式会社（東京都港区）
- オリックス不動産株式会社（東京都港区）[11]
- オリックス・ホテルマネジメント株式会社（東京都港区） - 旧：ブルーウェーブ株式会社。かつてはホテルブルーウェーブインチェーンを運営していた。旧社名のブルーウェーブの名称はオリックス・バファローズの旧称に因む。2020年4月よりオリックス不動産の運営施設の一部（クロスホテルズ・ユニバーサルホテルマネージメント・ヴィータホテルマネージメント・東鳳マネジメント・宇奈月ホテル・函館湯の川ホテル・洗心亭）を吸収・統合して現社名に変更[12]すると同時に、オリックス不動産の子会社となった。
- 株式会社大阪シティドーム（大阪市西区）
- オリックス不動産投資顧問株式会社（東京都港区）
- オリックス保険サービス株式会社（東京都港区）
- ライフタイムコンサルティング株式会社（東京都港区）
- 株式会社ライフアシスト（新潟市中央区）
- オリックス・マリタイム株式会社（東京都港区）
- オリックス野球クラブ株式会社（大阪市西区） - プロ野球球団「オリックス・バファローズ」の運営会社。元親会社の旧阪急電鉄（現：阪急阪神HD）から買収、更に近鉄グループだった球団（大阪近鉄バファローズ）を吸収合併して統合。
- オリックス・ビジネスセンター沖縄株式会社（那覇市）
- オリックス・リニューアブルエナジー・マネジメント株式会社（東京都江東区）
- オリックス・レンテック株式会社（東京都品川区） - 運送、レンタル事業。オリックス・レンテック株式会社と阪急カーゴサービスは取引と委託をしている。電子計測器、科学・環境分析機器、IT関連機器、医療機器等のレンタル及び3Dプリンタサービス、ロボット関連サービスなどを取り扱う。
- オリックス・ローン事務センター株式会社（東京都港区）
- エヌエスリース株式会社（東京都港区） - 旧称：日鐵リース。元親会社の旧日鐵商事（現：日鉄物産）から買収。
- 株式会社キューコーリース（福岡市中央区） - 元親会社の九電工から買収。
- 株式会社調布自動車学校（東京都調布市）
- 株式会社大京（東京都渋谷区） - 2014年2月27日に連結子会社化。2019年1月25日に完全子会社化[13]。共にみどり会の会員企業であり三和グループに属している[4]。
- オリックス・ファシリティーズ株式会社（京都市下京区） - 大京傘下。
- 株式会社穴吹工務店（高松市）
- 株式会社大京穴吹建設（高松市）
- 株式会社穴吹コミュニティ（高松市）
- 株式会社大京穴吹不動産（東京都渋谷区）
- 株式会社大京アステージ（東京都渋谷区）
- 筑波リース株式会社（茨城県つくば市） - 元親会社の筑波銀行から買収。
- 淀川変圧器株式会社（大阪市西区）
- 株式会社フリール（群馬県高崎市）
- 株式会社ユビテック（東京都港区）
- ONEエネルギー株式会社（東京都港区）
- ジークライト株式会社（山形県米沢市）
- 株式会社DHC（東京都港区）
- 大阪IR（大阪市北区）

その他、日本国外27か国・地域にグループ会社を有する。

## 過去のグループ会社
- 弥生株式会社（東京都千代田区） - 2022年3月にKKRに全株式を売却してグループ離脱[14]。

## プロ野球との関わり
旧社名時代にはオリエントファイナンス（現：オリエントコーポレーション）と混同されることが多かった。1988年10月19日にプロ野球の阪急ブレーブスを買収し、オリックス・ブレーブスが誕生した際の記者会見では、間違えてオリエントファイナンスに行った報道陣もいたというが両社間には人事・資本など関係は一切ない。なおオリックスに球団名が変わった同年オフには同じパ・リーグ球団の南海ホークスもダイエーに売却され、福岡ダイエーホークスとなり本拠地を大阪市（大阪スタヂアム）から福岡市（平和台球場）に移転した。
オリックスの宮内会長は財界の中で野球好きとして知られる一方、ブレーブス買収は新社名「オリックス」の名称浸透のためという冷ややかな見方もされたが、新球団のオリックス・ブルーウェーブ（1991年にブレーブスから改称）は1995年に阪急買収後初のリーグ優勝、1996年にはリーグ連覇すると日本シリーズも制し、初の日本一となり会社の知名度も大きく上昇した。
しかし、チームは以後Aクラスに入るものの優勝がなく停滞期に入り、2000年には球団買収後初のBクラスとなる4位に沈み、その年のオフにチームの顔でもあったイチローがアメリカの大リーグのシアトル・マリナーズへ移籍すると翌年2001年も4位に終わり、オフには球団の優勝に貢献した田口壮もメジャー移籍し仰木彬も監督を辞任。翌年2002年から3年連続最下位に沈み観客動員も激減する。これもありオリックスは赤字を解消できない不人気球団を売却するのではないかという観測記事も生まれた。しかしオリックスは2004年6月13日に大阪近鉄バファローズとの合併交渉を発表。球界はおろか日本社会をも巻き込む球界再編問題に発展し、近鉄ファンを中心に多くのプロ野球ファンの合併反対の声が上がるがそれでも合併を進め2004年シーズン後に正式にオリックス・バファローズとして合併し承認された。この合併で経営母体はオリックスになり吸収合併という形で近鉄球団が消滅したため、2005年シーズンからオリックス・バファローズは唯一の関西パ・リーグ球団となった。
本拠地は1989年から2004年までは兵庫県、近鉄との統合後の2005年から2007年は暫定的に大阪府と兵庫県の2つの府県、2008年以後は大阪府に統一しており、主たる本拠地である京セラドーム大阪は2006年に大阪市などが出資した第三セクターの運営会社・大阪シティドームを、子会社のオリックス不動産を介して買収し、筆頭株主となったほか、二軍本拠の舞洲スポーツアイランドの舞洲ベースボールスタジアム（メイン球場:大阪シティ信用金庫スタジアム、サブ球場:オセアンバファローズスタジアム）の土地を大阪市から大阪シティドームが買い取り、事実上自前化した。
1991年から2004年までの主たる本拠地・神戸総合運動公園野球場（メイン球場：ほっともっとフィールド神戸、サブ球場：G7スタジアム神戸）についても、公設民営方式の解禁により2002年から、都市公園法に基づく管理許可制度を利用して、オリックス野球クラブ（球団）が事実上自前化しており、大阪に本拠地を統合された現在も年10試合前後の主催試合を行っている。

## 関西国際空港・大阪国際空港・神戸空港の運営権
2015年5月1日に大阪の関西国際空港及び大阪国際空港の運営権売却に、フランスの空港運営会社であるヴァンシ・エアポートと連合を組んで参加する事を決定した。その後、他の企業が最低売却価格（2兆2000億円）の高さや長期に渡る運営期間（45年間）の長さで見送る中で唯一、オリックスとヴァンシ・エアポートの連合が一次入札に参加し関西国際空港・大阪国際空港・神戸空港の運営権取得。
2015年6月12日、新関西国際空港は正式にオリックス、ヴァンシ・エアポートコンソーシアムの一次審査の通過を発表した。
2015年11月10日、新関西国際空港はオリックス、ヴァンシ・エアポートコンソーシアムを優先交渉権者に選定した。設立予定の特別目的会社にはオリックスとヴァンシ・エアポートの他に阪急阪神ホールディングスやパナソニック、大和ハウス工業等も出資する。
2015年11月20日、新関西国際空港はオリックス、ヴァンシ・エアポートコンソーシアムと基本協定書を締結したと発表した。
2015年12月1日、新運営会社としてオリックス：40％、ヴァンシ・エアポート：40%、その他企業：20%出資により「関西エアポート株式会社」を設立した。社長はオリックス社内から選出し、同社の代表執行役副社長である山谷佳之が代表取締役社長として就任した。
2015年12月15日、新関西国際空港は関西エアポート株式会社と実施契約を締結した。2016年4月1日より同社による運営を開始した。
2018年4月1日より、神戸空港の運営も開始した。
なお、関西エアポートはオリックスグループの持分法適用会社である。

## CM
- 企業CM
  - メインキャラクター：イチロー（元オリックス・ブルーウェーブ選手）
  - 川栄李奈（元AKB48）
  - 上白石萌音（女優、タレント、歌手）